# Vaux-d'Amognes
Vaux-d'Amognes es una comuna nueva francesa situada en el departamento de Nièvre, de la región de Borgoña-Franco Condado.

## Historia
Fue creada el 1 de enero de 2017, en aplicación de una resolución del prefecto de Nièvre de 6 de julio de 2016 con la unión de las comunas de Balleray y Ourouër, pasando a estar el ayuntamiento en la antigua comuna de Ourouër.

## Demografía
| Gráfica de evolución demográfica de Vaux-d'Amognes entre 1800 y 2014 |
|                                                                      |

Los datos entre 1800 y 2013 son el resultado de sumar los parciales de las dos comunas que forman la nueva comuna de Vaux-d'Amognes, cuyos datos se han cogido de 1800 a 1999, para las comunas de Balleray y Ourouër de la página francesa EHESS/Cassini. Los demás datos se han cogido de la página del INSEE.

## Composición
| Comuna delegada | Código INSEE | Población (2013) | Superficie (km²) | Densidad (hab./km²) |
| --------------- | ------------ | ---------------- | ---------------- | ------------------- |
| Balleray        | 58022        | 217              | 16.08            | 13                  |
| Ourouër         | 58204        | 341              | 21.76            | 16                  |